# Xanthorhoe vivadata
Xanthorhoe vivadata är en fjärilsart som beskrevs av Walker 1862. Xanthorhoe vivadata ingår i släktet Xanthorhoe och familjen mätare. Inga underarter finns listade i Catalogue of Life.